# Adobe Dreamweaver
Az Adobe Dreamweaver, vagy egyszerűen Dreamweaver egy html szerkesztő és web fejlesztő program, eredetileg a Macromedia gondozásában.
Rendelkezik WYSIWYG szerkesztővel, így biztosítja egyszerre a kódolási környezetet és a vizuális felületen megvalósuló oldaltervezést, amit a Macromedia által jegyzett Roundtrip HTML technikai megoldás segítségével old meg.
A Dreamweaver jelenleg (2023) az Adobe Systems tulajdonában van, a Macromedia cég felvásárlásával 2005-ben szerezte meg a jogokat.

## Jellemzők
Mint WYSIWYG szerkesztő a Dreamweaver elrejtheti a HTML-kód részeit a felhasználó elől, így lehetővé téve a kódolásban nem jártasak számára is a website tervezést.
Hátulütője, hogy az így létrehozott HTML-kód sokkal nagyobb méretű a szükségesnél, ezáltal akadályozhatja a böngészőben való gyors megjelenést.
Kritika illette a Dreamweavert a múltban azon hiányosságáért, hogy a produkált kód gyakran nem felel meg a W3C szabványnak. A Dreamweaver 8.0 pedig gyengén szerepelt az Acid2 teszten.
Tartalmazott többek között beépített képszerkesztőt, stíluslapokat (CSS), képkonvertálót, mutilmédia-varázslót, beépített FTP-klienst.

### A CS3 verzió
A CS3-ban igyekeztek mindent kibővíteni és még vonzóbbá tenni a kezdők számára is.
Lásd a Spry keretrendszer alkalmazása (amely egy JavaScript gyűjtemény), Ajax kódgyűjtemény stb.
Miután az Adobe Systems tulajdonába került, megkezdődött a korábbi Macromedia-termékek az Adobe programjaival való teljes átjárhatóságának megvalósítása. Például a "Dreamweaver CS3" támogatja a Photoshop és Fireworks alkalmazásokból történő beillesztést a egyenesen a vágólapról. (Ugyanígy támogatja a Microsoft Excelből és Microsoft Wordből történő copy+paste műveleteket is, táblázatok, színek, stílus és ékezetek megőrzésével. Ez a Unicode támogatás.) Együttműködik az Adobe többi programjával is, mint az Adobe Illustrator CS3, Adobe Flash CS3 Professional és az Adobe Contribute CS3.

## Verziói
- Dreamweaver 1.0 (forgalomba hozva 1997. december; a Dreamweaver 1.2 követte 1998 márciusában)
- Dreamweaver 2.0 (forgalomba hozva 1998. december)
- Dreamweaver 3.0 (forgalomba hozva 1999. december)
- Dreamweaver UltraDev 1.0 (forgalomba hozva 2000. június)
- Dreamweaver 4.0 (forgalomba hozva 2000. december)
- Dreamweaver UltraDev 4.0 (forgalomba hozva 2000. december)
- Dreamweaver MX  [Internal (belső) verzió szám: 6.0] (forgalomba hozva 2002. május)
- Dreamweaver MX 2004 (forgalomba hozva 2003. szeptember 10.)
- Dreamweaver 8 (forgalomba hozva 2005. szeptember 13.)
- Dreamweaver CS3 (forgalomba hozva 2007. április 16.)
- Dreamweaver CS4 (forgalomba hozva 2008. október 15.)
- Dreamweaver CS5 (forgalomba hozva 2010. április 12.)
- Dreamweaver CS5.5 (forgalomba hozva 2011. április 11.)
- Dreamweaver CS6 (forgalomba hozva 2012. április 23.)

Az alábbi Adobe szoftvercsomagokban is megtalálható :
- Adobe Creative Suite 3/4/5/5.5 Web Premium
- Adobe Creative Suite 3/4/5/5.5 Web Standard
- Adobe Creative Suite 3/4/5/5.5 Design Premium
- Adobe Creative Suite 3/4/5/5.5 Master Collection

## Színkódolás (Syntax highlighting)
A 8-as verzió óta a Dreamweaver támogatja a különböző nyelvek-
ActionScript, Active Server Pages (ASP), ASP.NET, C#, Cascading Style Sheets (CSS), ColdFusion, EDML, Extensible HyperText Markup Language (XHTML), Extensible Markup Language (XML), Extensible Stylesheet Language Transformations (XSLT), Java, JavaScript, JavaServer Pages (JSP), PHP: Hypertext Preprocessor (PHP), Visual Basic (VB), Visual Basic Script Edition (VBScript), Wireless Markup Language (WML)
- különböző színekkel történő jelölését (lásd a képet: ), így segítve a szerkesztés folyamatát.
Természetesen az a lehetőség is adott, hogy a felhasználó testreszabja az egyes színeket.
Ez az úgynevezett "Integrált kódszerkesztő környezet".

## Rendszerkövetelmények (cs3)
Rendszer:	Mac OS X 10.4.8
Processzor: PowerPC G4 vagy nagyobb teljesítményű
Képernyő:	1024x768 – 16 bit
Memória: 1024 MByte
Tárhely:	1400 MByte
Egyéb: CD-ROM meghajtó
Rendszer: Microsoft Windows XP, Windows Vista, Windows 7
Processzor: Intel P4 2.8 GHz vagy nagyobb teljesítményű
Képernyő:	1024x768 – 16 bit
Memória:	512 MByte
Tárhely:	1024 MByte
Egyéb: 	CD-ROM meghajtó, Internet az aktiváláshoz, DVD-ROM
	 Támogatja a Windows Vistának és 7-nek a Home Premium, Business, Ultimate, illetve Enterprise változatát is.